# (2144) Мариэтта
(2144) Мариэтта (лат. Marietta) — типичный астероид главного пояса, открыт 18 января 1975 года советским астрономом Людмилой Черных в Крымской астрофизической обсерватории и 1 апреля 1980 года назван в честь российской и советской писательницы Мариэтты Шагинян.

## Обнаружение и именование
(2144) Мариэтта
Открыт 18 января 1975 года в Крымской астрофизической обсерватории Л. И. Черных.
Назван в честь советской писательницы Мариэтты Сергеевны Шагинян, доктора филологических наук и члена Академии наук Армении.
Оригинальный текст (англ.)2144 Marietta
Discovered 1975 Jan. 18 by L. I. Chernykh at the Crimean Astrophysical Observatory.
Named in honor of Marietta Sergeevna Shaginyan, Soviet writer, doctor of philology, a member of the Armenian Academy of Sciences.
Источник: M.P.C. 5284.

## Орбита

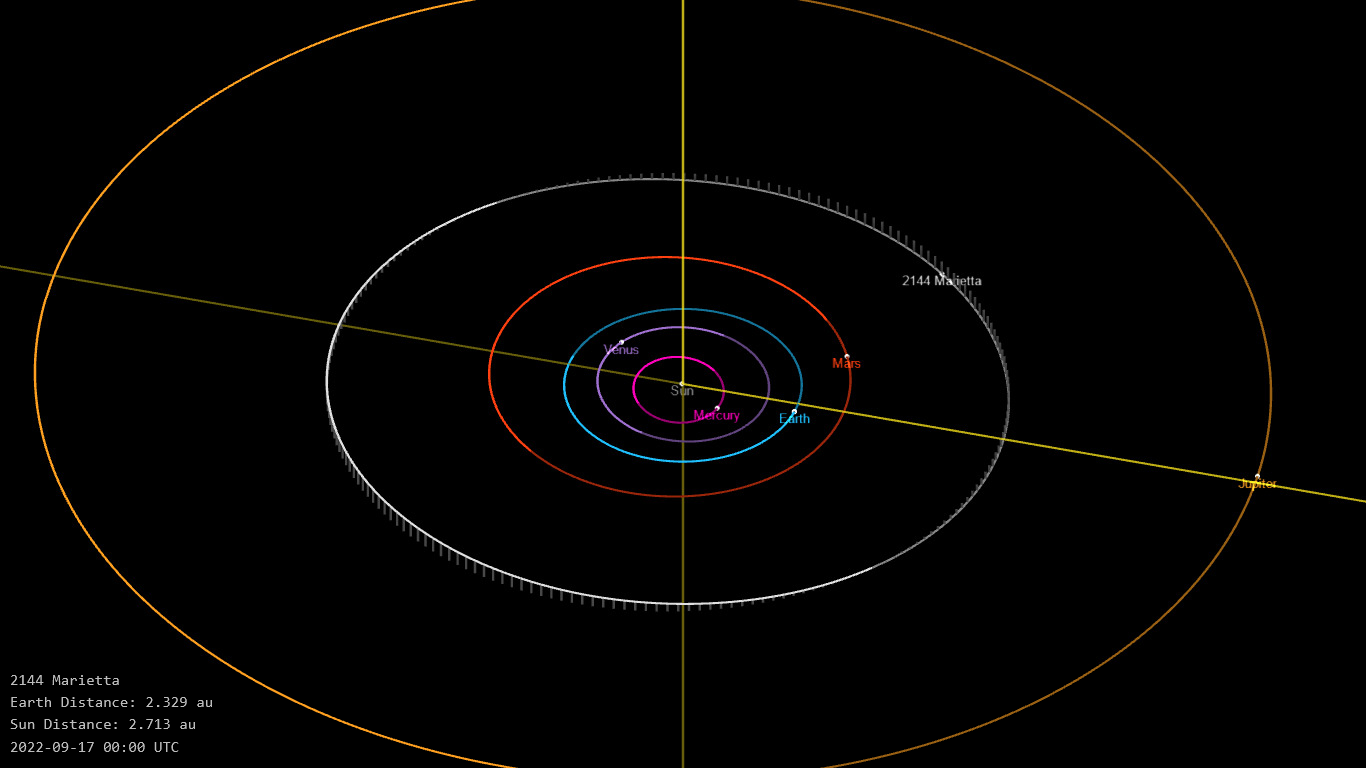
Орбита астероида Мариэтта и его положение в Солнечной системе

## Физические характеристики
Из наблюдений системы телескопов панорамного обзора и быстрого реагирования Pan-STARRS и наблюдений телескопа VISTA следует, что астероид относится к таксономическому классу S.
По результатам наблюдений в видимом и ближнем инфракрасном диапазоне космического телескопа NEOWISE и наблюдений в инфракрасном диапазоне спутника Akari диаметр астероида сначала оценивался равным 16,157±0,187 км, позже — 17,84±1,10 км, 15,677±0,134 км. Согласно тем же источникам альбедо оценивается как 0,2706±0,0359, 0,222±0,029 и 0,286±0,063.